# Penitenciária Apostólica
A Penitenciaria Apostólica (em latim Penitentiaria Apostolica), mais formalmente Supremo Tribunal da Penitenciaria Apostólica, é um dos três tribunais da Cúria Romana. A sua competência concerne às matérias do foro interno e das indulgências. O termo penitenciaria advém de penitência, nada tendo a ver, portanto com o sentido prisional, acentuado.  
Para o foro interno, tanto sacramental como não sacramental, ela concede as absolvições, as dispensas, as comutações, as sanções, as remissões e outras graças. 
A mesma provê a que nas Basílicas Papais de Roma haja um número suficiente de penitenciários, dotados das oportunas faculdades. 
Ao mesmo dicastério é atribuído tudo o que concerne à concessão e uso das indulgências, salvo o direito da Congregação para a Doutrina da Fé de examinar tudo o que se refere à doutrina dogmática. 

## Penitenciários-Mores
|                      | Nome                                             | Período              | Notas                     |
| Penitenciários-Mores | Penitenciários-Mores                             | Penitenciários-Mores | Penitenciários-Mores      |
| -------------------- | ------------------------------------------------ | -------------------- | ------------------------- |
| 88º                  | Angelo Cardeal De Donatis                        | 2024 -               | Atual                     |
| 87º                  | Mauro Cardeal Piacenza                           | 2013 - 2024          | Penitenciário-Mor emérito |
| 86º                  | Manuel Cardeal Monteiro de Castro                | 2012 - 2013          | Penitenciário-Mor emérito |
| 85º                  | Fortunato Cardeal Baldelli                       | 2009 - 2012          |                           |
| 84º                  | James Francis Cardeal Stafford                   | 2003 - 2009          | Penitenciário-Mor emérito |
| 83º                  | Luigi De Magistris                               | 2001 - 2003          |                           |
| 82º                  | William Wakefield Cardeal Baum                   | 1990 - 2001          |                           |
| 81º                  | Luigi Cardeal Dadaglio                           | 1984 - 1990          |                           |
| 80º                  | Giuseppe Cardeal Paupini                         | 1973 - 1984          |                           |
| 79º                  | Giuseppe Antonio Cardeal Ferretto                | 1967 - 1973          |                           |
| 78º                  | Fernando Cardeal Cento                           | 1962 - 1967          |                           |
| 77º                  | Arcadio María Cardeal Larraona Saralegui, CMF    | 1961 - 1962          |                           |
| 76º                  | Nicola Cardeal Canali                            | 1941 - 1961          |                           |
| 75º                  | Lorenzo Cardeal Lauri                            | 1927 - 1941          |                           |
| 74º                  | Andreas Franz Cardeal Früwirth, OP               | 1925 - 1927          |                           |
| 73º                  | Oreste Cardeal Giorgi                            | 1918 - 1924          |                           |
| 72º                  | Willem Marinus Cardeal van Rossum, CSsR          | 1915 - 1918          |                           |
| 71º                  | Serafino Cardeal Vannutelli                      | 1899 - 1915          |                           |
| 70º                  | Isidoro Cardeal Verga                            | 1896 - 1899          |                           |
| 69º                  | Raffaele Cardeal Monaco La Valletta              | 1884 - 1896          |                           |
| 68º                  | Luigi Cardeal Bilio, B.                          | 1877 - 1884          |                           |
| 67º                  | Antonio Cardeal Panebianco, O.F.M. Conv.         | 1867 - 1877          |                           |
| 66º                  | Antonio Maria Cardeal Cagiano de Azevedo         | 1860 - 1867          |                           |
| 65º                  | Gabriele Cardeal Ferretti                        | 1852 - 1860          |                           |
| 64º                  | Castruccio Cardeal Castracane degli Antelminelli | 1839 - 1852          |                           |
| 63º                  | Emmanuele Cardeal de Gregorio                    | 1829 - 1839          |                           |
| 62º                  | Francesco Saverio Cardeal Castiglioni            | 1821 - 1829          |                           |
| 61º                  | Michele Cardeal Di Pietro                        | 1811 - 1821          |                           |
| 60º                  | Leonardo Cardeal Antonelli                       | 1801 - 1811          |                           |
| 59º                  | Francesco Saverio Cardeal de Zelada              | 1788 - 1801          |                           |
| 58º                  | Giovanni Carlo Cardeal Boschi                    | 1767 - 1788          |                           |
| 57º                  | Antonio Andrea Cardeal Galli, C.R.L.             | 1755 - 1767          |                           |
| 56º                  | Gioacchino Cardeal Besozzi, O.Cist.              | 1747 - 1755          |                           |
| 55º                  | Vincenzo Cardeal Petra                           | 1730 - 1747          |                           |
| 54º                  | Bernardo Maria Cardeal Conti, O.S.B.             | 1721 - 1730          |                           |
| 53º                  | Fabrizio Cardeal Paolucci                        | 1709 - 1721          |                           |
| 52º                  | Leandro Cardeal Colloredo, C.O.                  | 1688 - 1709          |                           |
| 51º                  | Niccolò Cardeal Albergati Ludovisi               | 1650 - 1687          |                           |
| 50º                  | Orazio Cardeal Giustiniani, C.O.                 | 1647 - 1649          |                           |
| 49º                  | Antonio Cardeal Barberini, O.F.M. Cap.           | 1633 - 1646          |                           |
| 48º                  | Scipione Cardeal Caffarelli-Borghese             | 1610 - 1633          |                           |
| 47º                  | Cinzio Cardeal Passeri Aldobrandini              | 1605 - 1610          |                           |
| 46º                  | Pietro Cardeal Aldobrandini                      | 1602 - 1605          |                           |
| 45º                  | Giulio Antonio Cardeal Santori                   | 1592 - 1602          |                           |
| 44º                  | Ippolito Cardeal Aldobrandini                    | 1586 - 1592          | Papa Clemente VIII        |
| 43º                  | Filippo Cardeal Boncompagni                      | 1579 - 1586          |                           |
| 42º                  | Stanislao Cardeal Osio                           | 1574 - 1579          |                           |
| 41º                  | Giovanni Cardeal Aldobrandini                    | 1572 - 1573          |                           |
| 40º                  | Carlos Cardeal Borromeu                          | 1565 - 1572          |                           |
| 39º                  | Ranuccio Cardeal Farnese, O.S.Io.Hieros.         | 1547 - 1565          |                           |
| 38º                  | Roberto Cardeal Pucci                            | 1545 - 1547          |                           |
| *                    | Dionisio Neagrus Cardeal Laurerio                | 1540 - 1542          |                           |
| 37º                  | Antonio Cardeal Pucci                            | 1529 - 1544          |                           |
| 36º                  | Lorenzo Cardeal Pucci                            | 1520 - 1529          |                           |
| 35º                  | Leonardo Cardeal Grosso della Rovere             | 1511 - 1520          |                           |
| 34º                  | Pedro Cardeal Borja Llançol de Romaní            | 1503 - 1511          |                           |
| 33º                  | Giuliano Cardeal della Rovere                    | 1476 - 1503          | Papa Júlio II             |
| 32º                  | Filippo Cardeal Calandrini                       | 1459 - 1476          |                           |
| 31º                  | Domenico Cardeal Capranica                       | 1449 - 1458          |                           |
| 30º                  | Giovanni Cardeal Berardi                         | 1444 - 1449          |                           |
| 29º                  | Giuliano Cardeal Cesarini                        | 1444                 |                           |
| 28º                  | Antonio Cardeal Correr, O.S.A.                   | 1438 - 1444          |                           |
| 27º                  | Giordano Cardeal Orsini                          | 1419 - 1438          |                           |
| 26º                  | Giovanni Cardeal Dominici                        | 1415 - 1419          | Beato                     |
| 25º                  | Pierre Cardeal Girard                            | 1409 - 1415          | Pseudocardeal             |
| 24º                  | Antonio Cardeal Caetani                          | 1405 - 1409          |                           |
| 23º                  | Francesco Cardeal Carbone, O. Cist.              | 1389 - 1405          |                           |
| *                    | Pierre Cardeal Amiel de Sarcenas, O.S.B.         | 1383 - 1389          | Pseudocardeal             |
| 22º                  | Niccolò Cardeal Caracciolo Moschino              | 1379 - 1389          |                           |
| 21º                  | Eleazario Cardeal da Sabran                      | 1378 - 1379          |                           |
| 20º                  | Jean Cardeal de Cros                             | 1373 - 1378          |                           |
| 19º                  | Etienne Cardeal de Poissy                        | 1370 - 1373          |                           |
| 18º                  | Frei Nicola D'Airola                             | 1367 - 1370          |                           |
| 17º                  | Gil Cardeal Álvarez de Albornoz, C.R.S.A.        | 1357 - 1358          |                           |
| 16º                  | Francesco Cardeal degli Atti                     | 1357 - 1361          |                           |
| 15º                  | Gil Cardeal Álvarez de Albornoz, C.R.S.A.        | 1352 - 1356          |                           |
| 14º                  | Étienne Cardeal Aubert                           | 1348 - 1352          | Papa Inocêncio VI         |
| 13º                  | Gauscelin Cardeal de Jean                        | 1332 - 1348          |                           |
| 12º                  | Raymond de Chameyrac                             | 1326 - 1332          |                           |
| *                    | sede vacante                                     | 1323 - 1326          |                           |
| 10º                  | Bérenger Cardeal de Frédol                       | 1306 - 1323          |                           |
| 9º                   | Gentile Cardeal Partino, O.F.M.                  | 1302 - 1305          |                           |
| 8º                   | Matteo Cardeal d’Acquasparta, O.F.M.             | 1289 - 1302          |                           |
| 7º                   | Bentivenga Cardeal de Bentivengis, O.F.M.        | 1279 - 1289          |                           |
| *                    | sede vacante                                     | 1276 - 1279          |                           |
| 6º                   | Pierre Cardeal de Tarentaise                     | 1273 - 1276          | Papa Inocêncio V          |
| *                    | sede vacante                                     | 1265 - 1273          |                           |
| 5º                   | Guy Cardeal Le Gross Foulquois                   | 1263 - 1265          | Papa Clemente IV          |
| 4º                   | Hugo Cardeal de Saint-Cher, O.P.                 | 1256 - 1262          |                           |
| *                    | sede vacante                                     | 1251 - 1256          |                           |
| 3º                   | Bispo Guilherme de Módena, O. Cart.              | 1244 - 1251          |                           |
| 2º                   | Tomás Cardeal de Cápua                           | 1219 - 1243          |                           |
| 1º                   | Nicola Cardeal de Romanis                        | 1216 - 1219          |                           |